# Головчато-тисові
Головчато-тисові (Cephalotaxaceae) — невелика родина хвойних рослин, що складається з 1 роду і 8 (згідно з МСОП) або 11 (згідно з базою даних голонасінних) видів. Головчато-тисові є близькими родичами тисових, і деякі ботаніки останнім часом об'єднують їх до однієї родини. Нині головчато-тисові ростуть у східній Азії; викопні дані вказують на значно більше поширення в доісторичній Північній півкулі. Етимологія: грец. κεφαλή — «голова», лат. taxus — «тис».

## Ботанічний опис
Головчато-тисові — це вічнозелені невеликі дерева або кущі. Хвоя розташована по спіралі й має лінійну або списоподібну форму. На звороті має білі або світло-зелені жолобкові смуги.
Головчато-тисові бувають як однодомними, так і дводомними. Чоловічі шишки (мікростробіли) мають довжину 4–25 мм і дозрівають ранньою весною. У типових видів вони розташовані у вигляді кульових скупчень (що й дало назву всій родині). Жіночі шишки (мегастробіли) сильно редуковані, з вигляду нагадують ягоди. Містять одну або кілька насінин, кожна з яких оточена м'ясистим утворенням — аріллусом, який повністю оточує насіння (на відміну від родини тисових, в якої принасінник частково охоплює насіння). Дозрілий аріллус зазвичай тонкий, м'який і смолистий, зеленого, рожевого або червоного кольору. Судячи з усього, їх поїдають птахи або інші тварини, тим самим поширюючи насіння. Тим не менш, механізм поширення насіння у головчато-тисових вивчений іще недостатньо.

## Середовище проживання
Країни поширення: Корея, Китай, Японія, Бірма, Лаос, В'єтнам та Індія. Усі види значно тіньовитривалі, як правило, зростають, як підлісок дерев або чагарники у вологих, від помірних до субтропічних, широколистяних лісів, і, як правило, рідко ростуть у своїх ареалах. Кілька видів можуть терпіти помірно-холодний клімат, але жоден не може терпіти посушливість, і більшість — можуть бути пошкоджені сильним сонцем. Усі види зазнають зменшення чисельності через втрату середовища проживання.

## Галерея

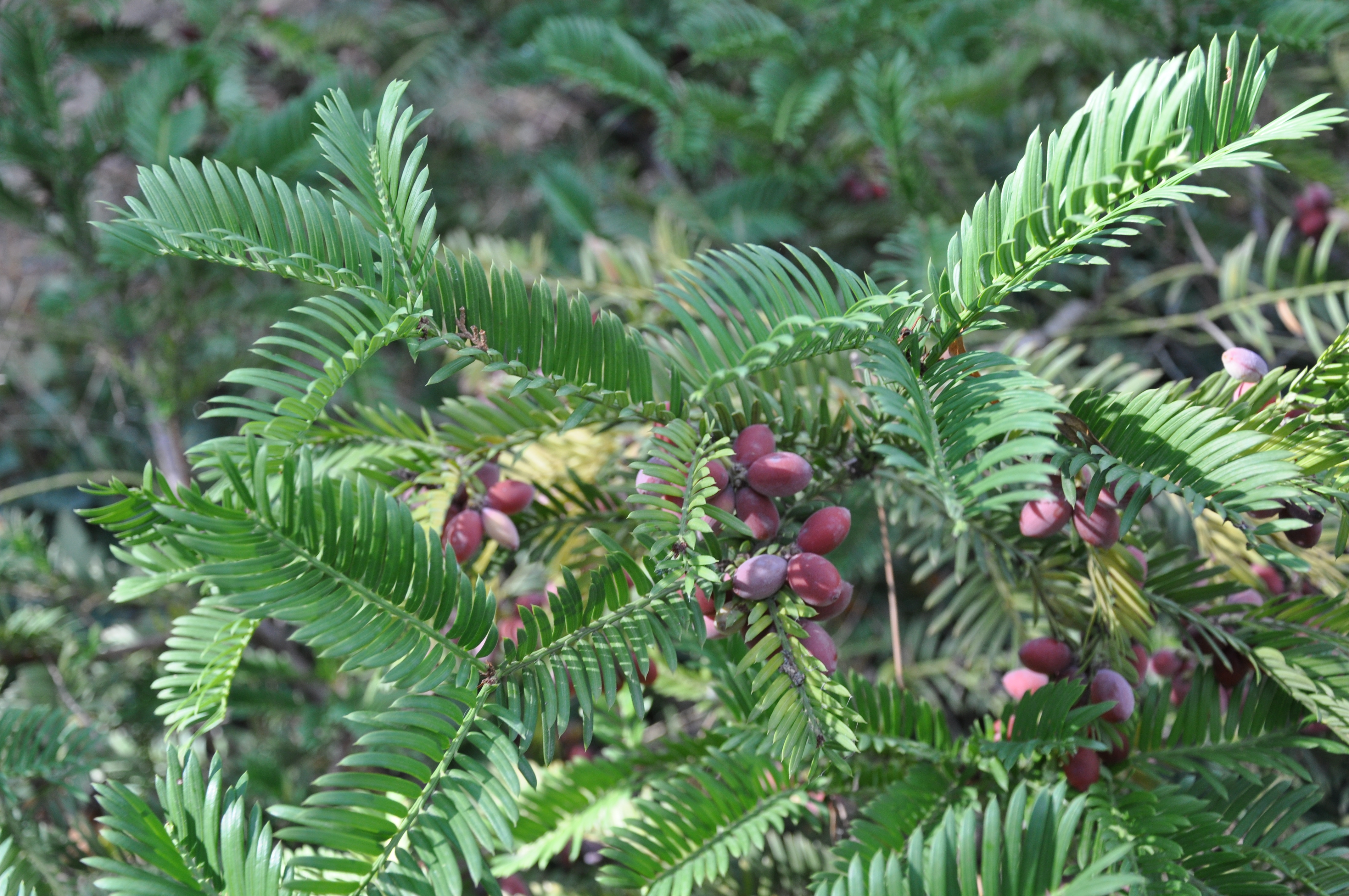
Cephalotaxus harringtonia
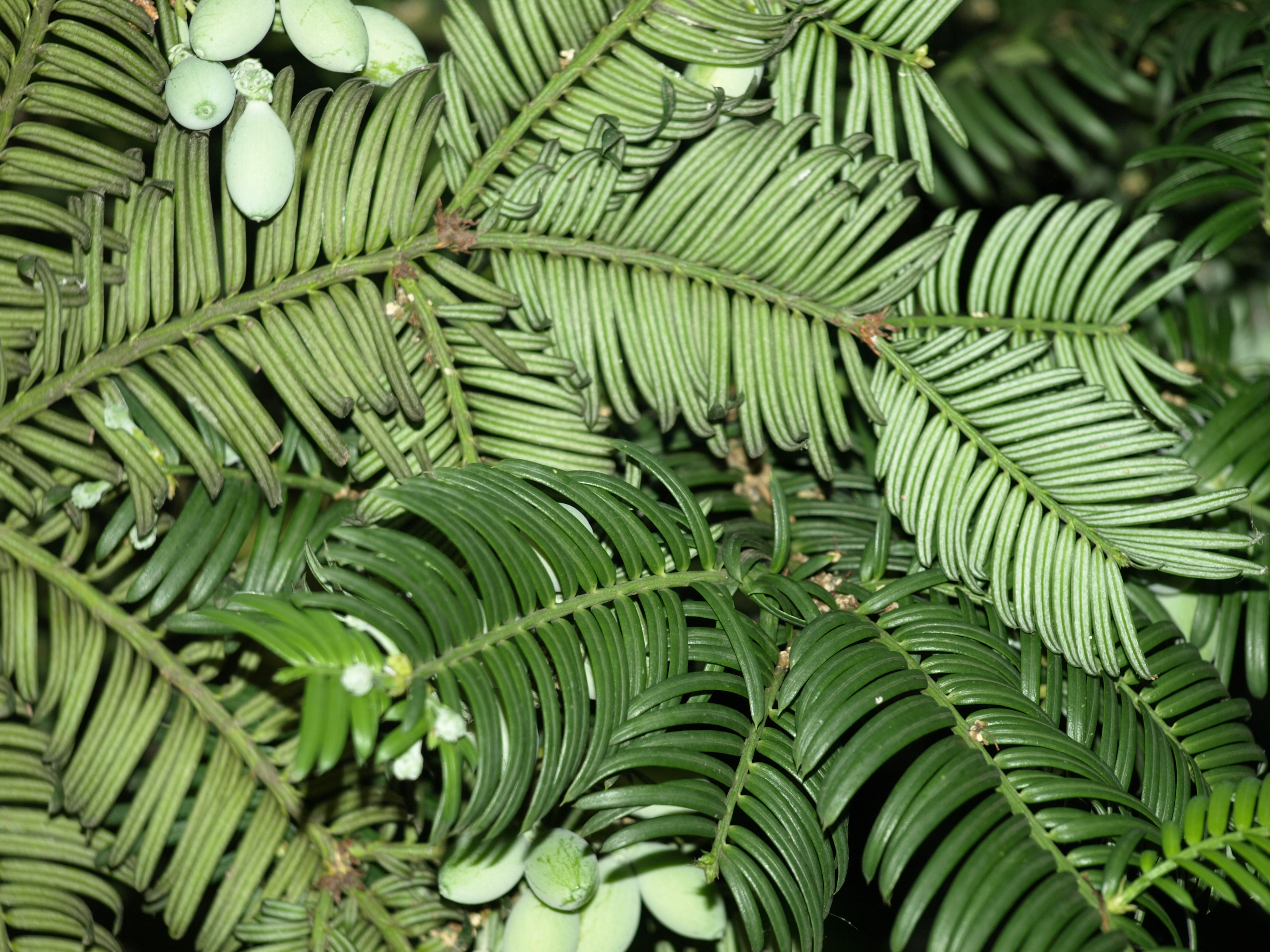
Cephalotaxus harringtonia var. drupacea
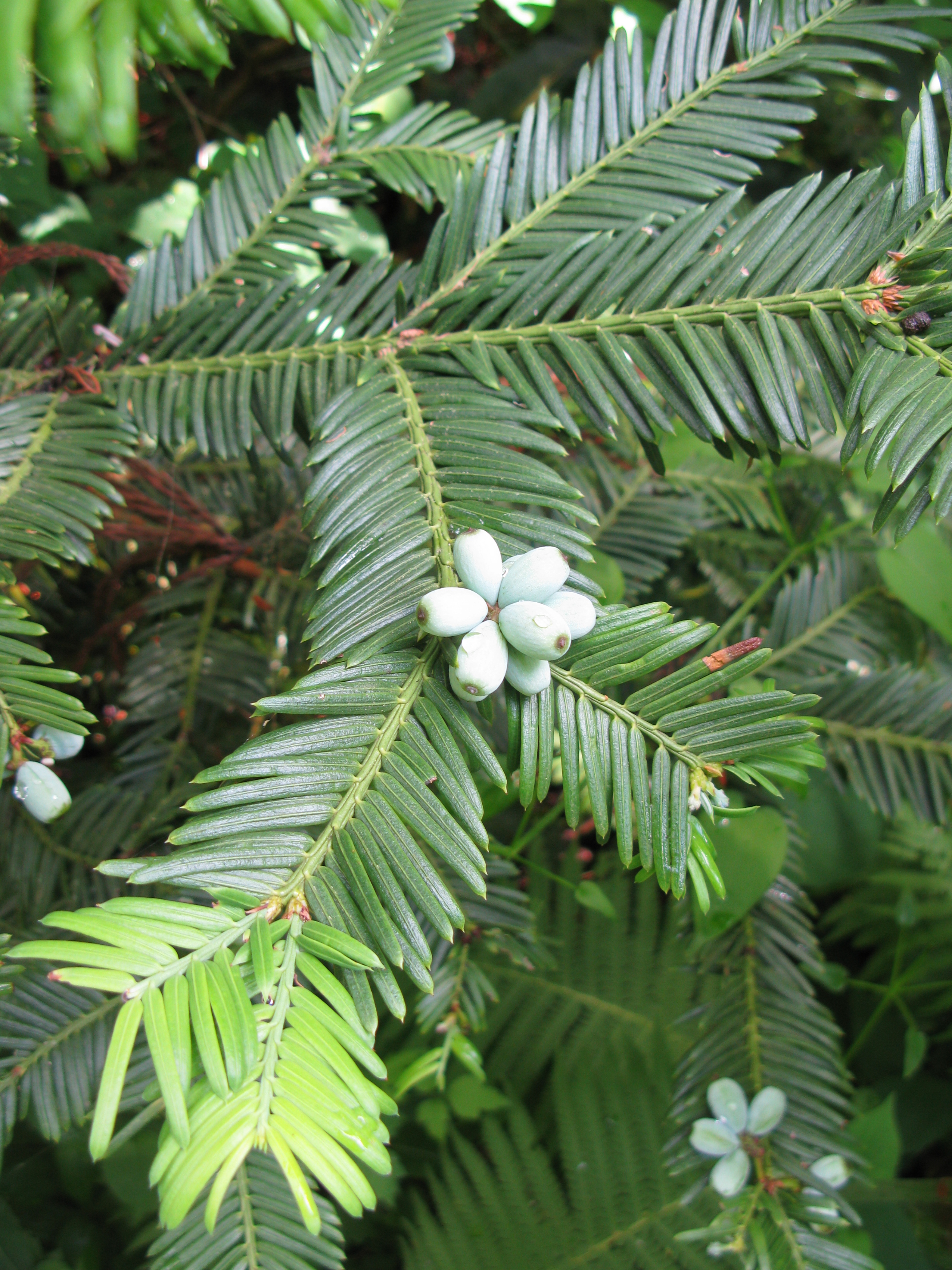
Cephalotaxus harringtonia var. nana
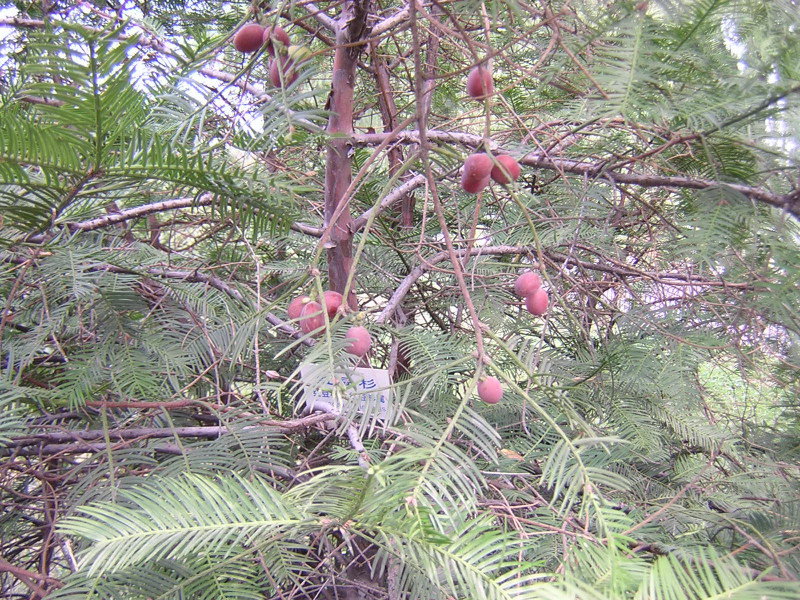
Cephalotaxus fortunei
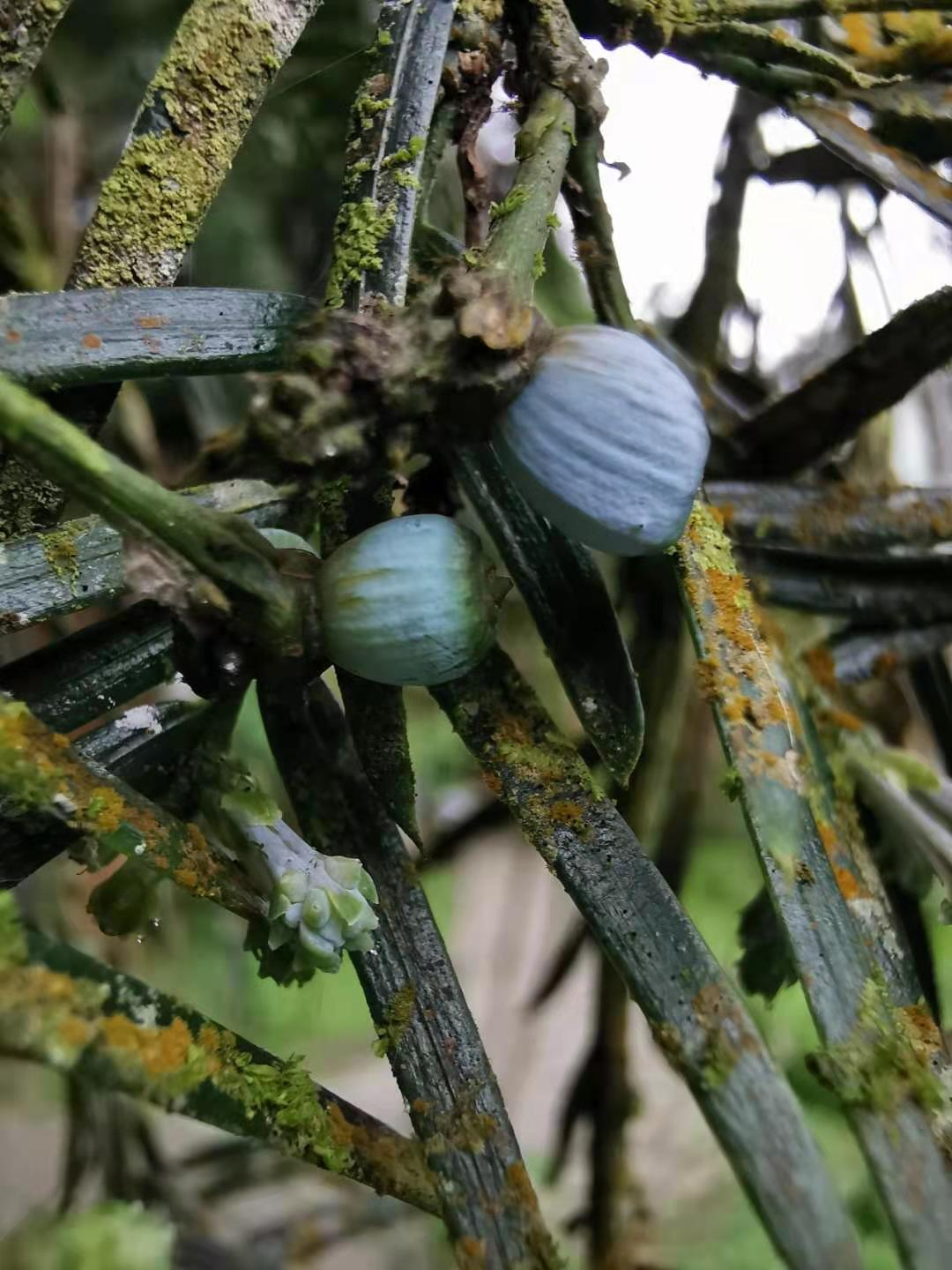
Cephalotaxus wilsoniana

## Ресурси Інтернету
- Cephalotaxaceae. Gymnosperm Database. Conifers.org. Last Modified 2010-12-12. Архів оригіналу за 15 вересня 2012. Процитовано 16 березня 2012.